# Eberhard Grabitz
Eberhard Grabitz (* 30. September 1934 in Cottbus; † 26. November 1992) war ein deutscher Rechtswissenschaftler und Hochschullehrer.

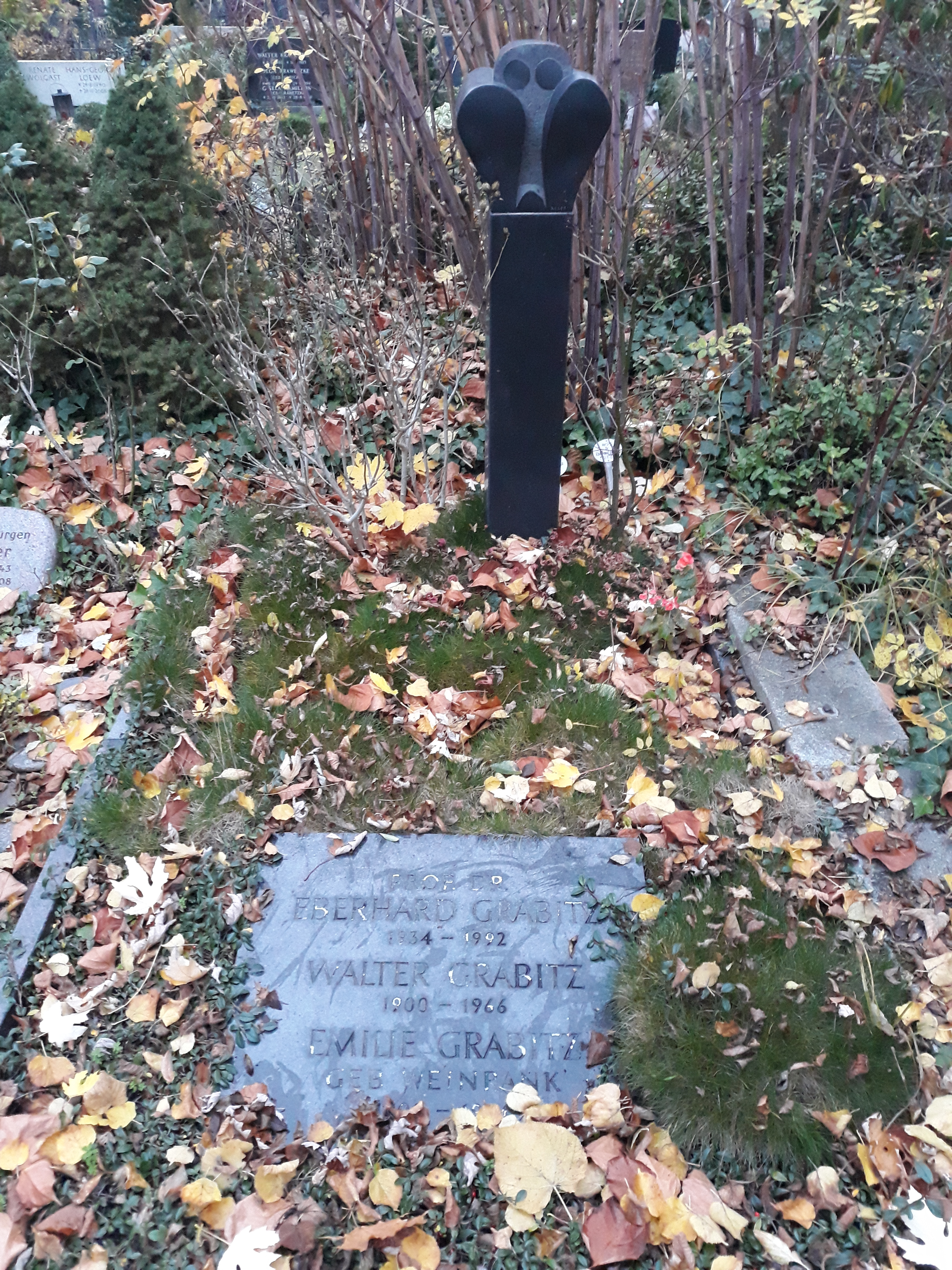
Das Grab von Eberhard Grabitz im Familiengrab auf dem Friedhof Schöneberg III in Berlin-Friedenau.

## Leben und Werk
Eberhard Grabitz wurde als Sohn von Emilie Grabitz, geborene Weinrank, und Walter Grabitz geboren. Nach dem Abitur 1954 in Berlin studierte er dort an der Freien Universität Rechtswissenschaften. Sein Erstes Juristisches Staatsexamen legte er jedoch an der Universität Hamburg ab. In Hamburg wurde Grabitz unter Betreuung von Hans Peter Ipsen 1966 auch zum Dr. iur. promoviert. Anschließend absolvierte er sein Referendariat und legte das Zweite Staatsexamen ab. 1973 habilitierte Grabitz sich an der Universität Hamburg mit der Schrift Freiheit und Verfassungsrecht und erhielt die Venia legendi für die Fächer Öffentliches Recht, Europarecht und Politische Wissenschaften. Von 1975 bis zu seinem Tod 1992 hatte Grabitz den ordentlichen Lehrstuhl für Öffentliches Recht, Europarecht und Politische Wissenschaften an der Freien Universität Berlin inne.
Grabitz’ Forschungsschwerpunkt lag vor allem im Europarecht. Hier legte er wiederum den Fokus unter anderem auf das Recht des Europäischen Parlamentes, das Recht der Unionsbürgerschaft sowie das europäische Umweltschutzrecht. Er war der erste und langjährige Herausgeber des nach ihm benannten, später von Meinhard Hilf und Martin Nettesheim fortgeführten Kommentars zum Europarecht. Dieses Werk gilt als eines der wichtigsten zu dieser Materie. Zudem war er mehrfach Parteivertreter vor dem Europäischen Gerichtshof.
Grabitz war von 1962 bis 1965 stellvertretender Bundesvorsitzender der Jungen Europäischen Föderalisten.
Eberhard Grabitz war evangelisch, von 1968 verheiratet bis etwa Anfang der 1990er Jahre mit der späteren Oberstaatsanwältin Helge Grabitz, geborene Gottschalk, und hatte eine Tochter (Nicola).

## Schriften (Auswahl)
- Gemeinschaftsrecht bricht nationales Recht. Appel, Hamburg 1966 (Dissertation).
- Europäisches Bürgerrecht zwischen Marktbürgerschaft und Staatsbürgerschaft. Europa-Union-Verlag, Köln 1970.
- Freiheit und Verfassungsrecht: kritische Untersuchungen zur Dogmatik und Theorie der Freiheitsrechte. Mohr Siebeck, Tübingen 1976 (zugleich Habilitationsschrift 1973).
- Europäisches Wahlrecht. 1977.
- mit Christoph Sasse: Umweltkompetenz der Europäischen Gemeinschaften. E. Schmidt, Berlin 1977, ISBN 3-503-01485-3.
- mit Thomas U. Meyer: Europawahlgesetz: Kommentar. Europa-Union-Verlag, Bonn 1979.
- Die Harmonisierung baurechtlicher Vorschriften durch die Europäischen Gemeinschaften. E. Schmidt, Berlin 1980, ISBN 3-503-01878-6.
- mit Thomas Läufer: Das europäische Parlament. Europa-Union-Verlag, Bonn 1980, ISBN 3-7713-0071-1.
- Kommentar zum EWG-Vertrag.
- Stillhalte-Verpflichtungen vor dem Binnenmarkt: Unvereinbarkeit der Erdgassteuer mit Gemeinschaftsrecht. Engel, Kehl am Rhein; Straßburg; Arlington 1988, ISBN 3-88357-072-9.
- Direktwahl und Demokratisierung - eine Funktionenbilanz des Europäischen Parlaments nach der ersten Wahlperiode. Europa-Union-Verlag, Bonn 1988, ISBN 3-7713-0293-5.
- begründet, fortgeführt von Meinhard Hilf und Martin Nettesheim: Das Recht der Europäischen Union. 65. Auflage. C.H. Beck, München 2018, ISBN 978-3-406-60907-7.